# Euchrysops reducta
Euchrysops reducta är en fjärilsart som beskrevs av Hu;staert 1924. Euchrysops reducta ingår i släktet Euchrysops och familjen juvelvingar. Inga underarter finns listade i Catalogue of Life.